# Джон Лайдон
Джон Джозеф Лайдон (англ. John Joseph Lydon; також відомий як Джонні Роттен (англ. Johnny Rotten) (Гнилий Джонні); нар. 31 січня 1956) — британський рок-музикант, фронтмен і основний автор пісень панк-гурту Sex Pistols (1975—1978), а пізніше Public Image Ltd. Джон Лайдон (згідно Allmusic) був «істинним мозком Sex Pistols» і увійшов в історію року як «один із найвпливовіших і найшанованіших» виконавців.
У середині 1970-х років Лайдон опинився в центрі уваги британських ЗМІ як виразник протесту проти музичного істеблішменту, британської класової системи та монархії; згодом — набув репутації дотепного коментатора, теле- та радіоведучого, а також — за висловленням оглядача журналу Q — «статус безцінного національного надбання».
Посів 87-е місце у списку радіопередачі Бі-Бі-Сі (100 найвизначніших британців) у 2002 році.

## Біографія
Джон Лайдон народився 1956 року в католицькій робітничій сім'ї вихідців з Ірландії (батько — водій вантажних машин, мати працювала в барі) і виріс у Фінсбері-парку на півночі Лондона, в сім'ї був старшим із чотирьох братів. Лайдон навчався у школі св. Вільяма в Іслінгтоні, де серед його друзів були Девід Кроу (згодом учасник PiL) і Тоні Пьорселл, один з піонерів інтернет-індустрії в Шотландії.

### Шкільні роки
У семирічному віці Лайдон захворів на менінгіт спинного мозку; протягом півроку він час від часу впадав у кому, через що втратив більшу частину дитячих спогадів. Через хворобу у нього також різко погіршився зір (внаслідок чого розвинулася манера, що стала згодом відомою, «пронизувати поглядом») і на все життя залишився помітно викривленим хребет. Внаслідок цього в школі він був дуже замкнутий і сором'язливий, отримавши від однолітків прізвисько «dummy» (німий). Проте, незабаром Лайдон (як зазначає З. Хьюї, Allmusic) виявив дотепність, творчу обдарованість та оригінальність — «якості, які зовсім не обов'язкові в британській системі шкільної освіти».
Незадовго до іспитів Джона Лайдона було виключено з католицької школи (як стверджується, на офіційному сайті — «за нешанобливість до вчителів і небажання бути як усі») і освіту закінчував — спочатку в коледжі Хакні-енд-Стоук Ньюінгтон (англ. Hackney & Stoke Newington College), потім у Кінгсвей-коледж (англ. Kingsway College). Тут він познайомився з Сідом Вішезом, а крім того, знайшов свободу самовираження і почав культивувати «анти-фешенебельний» імідж, який згодом став символом панк-культури. До цього часу Лайдон серйозно зацікавився експериментальною та авангардною музикою, даб-культурою. Його улюбленими виконавцями були Капітан Біфхарт, Nico, Can, Magma та Van der Graaf Generator.

### The Sex Pistols
До 1975 року Джон Лайдон став одним із завсідників фетиш-магазину SEX, створеного Малкольмом Маклареном і Вів'єн Вествуд. Макларен, який незадовго до цього дебютував як менеджер New York Dolls, взяв під опіку нову гурт Sex Pistols, організовану Стівом Джонсом, до складу якої входили також Глен Метлок і Пол Кук. Лайдон справив на Макларена враження — як зовнішнім виглядом (рвана майка з написом: «Я ненавиджу Pink Floyd», пофарбоване в зелений колір волосся), так і виконанням пісні Еліса Купера «I'm Eighteen» (під акомпанемент музичного автомата). Лайдону було запропоновано роль фронтмена. Саме тоді учасники гурту з ініціативи Стіва Джонса прозвали Лайдона «Джонні Роттен» («Джонні Гнилий»), маючи на увазі стан його зубів.

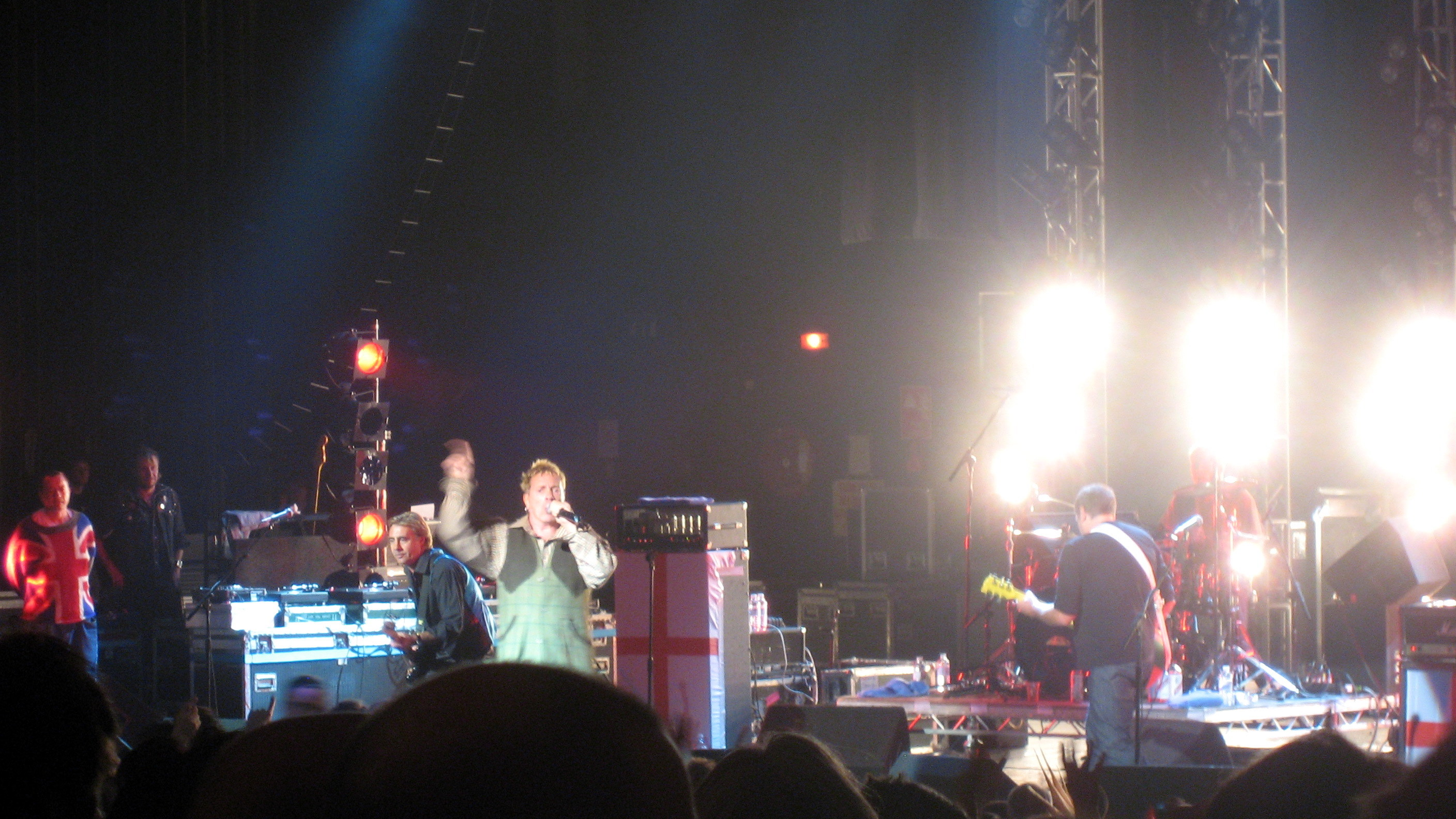
Sex Pistols, 2007

Через шість місяців після приходу Лайдона в Sex Pistols, 6 листопада 1975 року гурт дебютував із концертною програмою в художньому коледжі Сент-Мартінз. Емоційне вокальне виконання і викликаючі тексти їхнього фронтмена дуже скоро перетворили новоспечений музичний колектив на лідерів панк-руху (при тому, що термін цей завжди для Джона Лайдона залишався ненависним).
Незабаром у складі гурту почалися тертя між Лайдоном та басистом Гленом Метлоком; останній, на думку вокаліста, був «білим комірцем» і надто «підносив Beatles». Метлок в автобіографії стверджував, що ці конфлікти у складі гурту, включаючи цей, диригувалися Маклареном. Після відходу Метлока Лайдон запропонував ввести до складу свого шкільного друга Джона Рітчі, більш відомого як Сід Вішез.
Вперше по-справжньому знаменитим він став у грудні 1976 року, коли ім'я «Джонні Роттен» стало «найстрашнішою лайкою в устах домогосподарок». Це сталося після того, як у телепрограмі Today Лайдон задовольнив прохання ведучого Білла Гранді сказати «щось грубе».
Поєднання двох талантів — Макларена (ідеолога провокації) та Роттена, промовистого виразника вкрай уїдливого та іронічного ставлення до соціальної системи, — справило приголомшливий ефект. Тексти Лайдона «Anarchy in the UK» і особливо «God Save the Queen» («…вона не людська істота») не лише шокували широку публіку, але й викликали лють монархістів. У червні 1977 року на гурт було скоєно напад, і Лайдон був поранений ножем у долоню.
До кінця 1977 року виникла ще одна причина для тертя між Лайдоном з одного боку та рештою учасників гурту і Маклареном — з іншого: відносини Вішеза з Ненсі Спанджен. Останній для себе концерт Sex Pistols у сан-франциському залі «Winterland» у січні 1978 року Лайдон завершив риторичним питанням, зверненим до аудиторії: «Колись виникає відчуття, що вас дурять?» (англ. Ever get the feeling you've been cheated?) Незабаром після цього Макларен, Джонс і Кук вирушили до Бразилії записуватися з Ронні Біггсом, учасником знаменитого пограбування поїзда. Лайдон відмовився за ними піти, висловивши скептичне ставлення до ідеї.
Розкладання та розпад Sex Pistols був документований у сатиричній кінострічці Джуліана Темпла «Велике рок-н-рольне обдурювання», в якій Лайдон взяти участь відмовився, вважаючи, що проєкт перебуває під надто жорстким контролем Макларена. Багато років по тому він погодився за участю Темпла працювати над документальним фільмом про Sex Pistols під назвою The Filth and the Fury, де розповів про падіння і смерть Сіда Вішеза.

#### Возз'єднання
1996 року Джон Лайдон взяв участь в возз'єднанні Sex Pistols (хоча раніше клявся, що такого не станеться ніколи), провів з гуртом комерційно успішне літнє турне і випустив альбом Filthy Lucre Live. У 2008 році у складі Sex Pistols Лайдон провів Combine Harvester Tour.

### Public Image Limited
Зрештою фатальними для долі Sex Pistols стали (як зазначає Allmusic) некомпетентність: музична — Вішеза, ділова — Макларена. Після концерту в Сан-Франциско практично без гроша в кишені Лайдон вилетів до Англії і майже відразу ж утворив Public Image Limited, де став виступати під своїм власним ім'ям. Гурт проіснував 14 років; Лайдон весь цей час залишався її єдиним постійним учасником.
У творчості свого нового гурту він у несподіваному поєднанні звів кілька музичних стилів та ідей. Зміна напряму з одного боку — відштовхнула від Лайдона багатьох фанатів його колишнього гурту, з іншого — привернула до нього аудиторію з більш різноманітними і радикальними музичними уподобаннями і зблизила його з постпанк-сценою, поставивши в один ряд з Wire, The Fall, і Gang of Four. Особливо високо музична критика оцінила другий альбом Metal Box (відомий також як Second Edition); вважається, що він вплинув на розвиток індастріалу.
1986 року Лайдон повернув собі через суд право на використання творчого псевдоніма «Роттен» (раніше Макларен заборонив музикантові використовувати це ім'я), і, в результаті його судової перемоги над Маклареном Sex Pistols отримали повний контроль над своїм музичним матеріалом.
Гурт багато гастролював; в 1988 році відбувся концерт у Радянському Союзі (Таллін). Паралельно за участю в PiL Лайдон взяв участь у ряді оригінальних спільних проєктів, найбільш помітними з яких були співпраця з Afrika Bambaataa (World Destruction, 1984) і танцювальним дуетом Leftfield (Open Up, 1993).

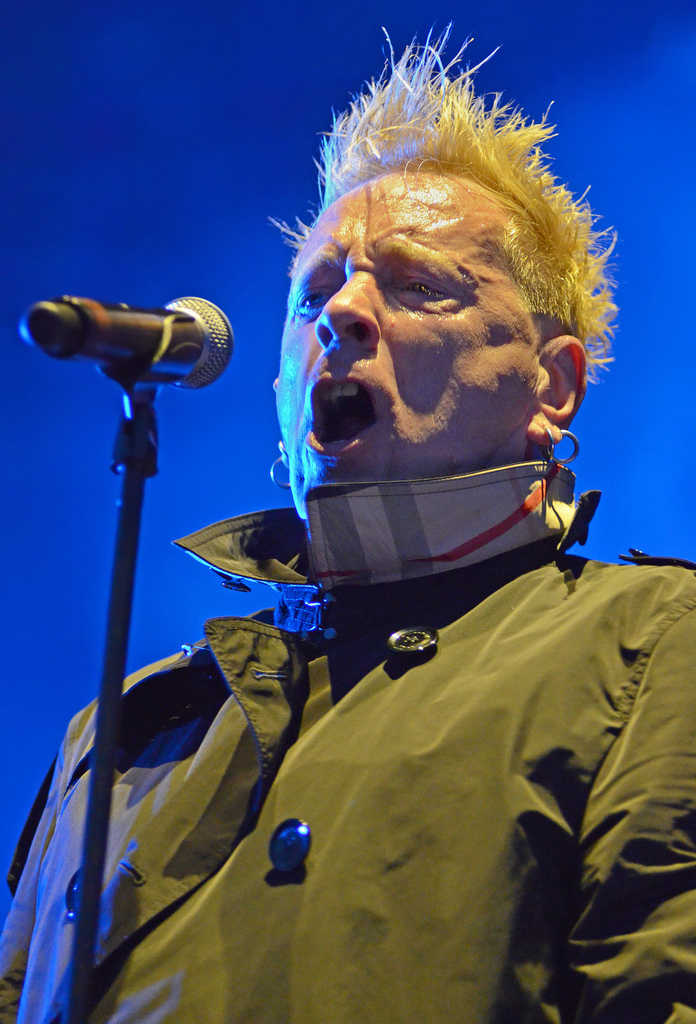
Джон Лайдон у складі гурту PIL на концерті в Барселоні, 2011

Альбом PiL That What Is Not (1992) був зустрінутий критикою з меншим ентузіазмом, ніж попередні. Лайдон взяв паузу і випустив книгу мемуарів «Роттен: Вхід ірландцям, чорним та собакам заборонено» (англ. Rotten: No Irish, No Blacks, No Dogs), в роботі над якою взяли участь Пол Кук і Стів Джонс, а також друзі та співробітники: Джон Рембо Стівенс, Джульєн Темпл, Кріссі Хайнд, Біллі Айдол та інші. У 1995 році Лайдон розповів кореспондентові журналу Q, що працює над другою частиною автобіографії, що охоплює роки, проведені в Public Image Limited. 1992 року колектив Джона розпався.

### Сольна кар'єра
Спочатку передбачалося, що Лайдон займеться сольною кар'єрою, але успіх автобіографії змінив його плани. Лише в 1997 році, після концертного турне возз'єднаних Sex Pistols, вийшов перший сольний альбом Джона Лайдон Psycho's Path, в якому до основних характеристик колишнього звучання PiL додалися елементи танцювальної електроніки. Після цього він лише епізодично повертався до студійної роботи.

## Возз'єднання PiL
У вересні 2009 року було оголошено, що PiL зберуться для того, щоб відіграти п'ять концертів в Англії. Джон Лайдон фінансував возз'єднання, використовуючи гроші, які він заробив від реклами британської олії. «Гроші, які я заробив від реклами, повністю пішли на возз'єднання PiL», — сказав Лайдон. Тур породив випуск концертного альбому ALiFE 2009. У квітні 2010 року гурт почав великий північноамериканський тур.
У листопаді 2009 Лайдон сказав, що PiL може з'явитися можливість записати новий альбом, якщо вони зароблять достатньо грошей від концертів або отримають гроші від звукозаписної компанії. Влітку 2011 року колектив записав новий альбом у студії Вінкрафт, у Коствуді, Англія. Після запису платівки, 30 листопада 2011 року, гурт зареєстрував власний лейбл PiL Official Limited, як приватна компанія з обмеженою відповідальністю у Великій Британії. Спочатку вийшов новий сингл " One Drop ", а 28 травня гурт випустив перший за двадцять років офіційний студійний альбом " This is PiL ".

## Співробітництва
У 1984 році Лайдон разом з Afrika Bambaataa і Біллом Ласвеллом взяв участь у записі синглу «World Destruction» гурту Time Zone, що увійшов в історію як один із ранніх експериментів зі змішання стилів репу та року. Пісня, що набагато випередила аналогічні спроби Run-DMC, увійшла до збірки Afrika Bambaataa Zulu Groove (1984).

## Робота в кіно та на телебаченні
1983 року Джон Лайдон знявся в одній з головних ролей (разом з Гарві Кейтелем) у фільмі «Order of Death». При тому, що сам фільм був розкритикований, робота Лайдона отримала високі оцінки фахівців. У 2000 році він знявся в епізодичній ролі у фільмі «The Independent» і виступив як ведучий у фільмі про скейтбординг за участю Flip Skate Team.
На британському телебаченні Лайдон вів серіал John Lydon's Megabugs на каналі Discovery (2005—2006), а також спеціальні програми про природознавство на каналі Channel 5: John Lydon's Shark Attack і John Lydon Goes A. Він брав участь у аналогічних освітніх телепроєктах у США та інших європейських країнах. 2000 року Лайдон запустив свій власний проєкт Rotten TV на VH1, а в 2004—2005 роках взяв участь у зйомках телепередачі I'm a Celebrity Get Me Out Of Here! ", що проводилися на безлюдному тропічному острові.
У 2007 році Лайдон як член журі взяв участь у телевізійному конкурсі Battle of the Bands (Bodog TV, 2007), де змагаються гурти, які не мають контракту. Паралельно він зняв новий телесеріал «Johnny Rotten Loves America», зміст якого (як стверджується на його офіційному сайті) виявився неприйнятним для американського телебачення.

## Відгуки критики
У квітні 2007 року журнал Q вивів Джона Лайдона на #16 у списку «100 найкращих вокалістів» з коментарем:

## Особисте життя
Лайдон одружений з Норою Форстер (Nora Forster), старшою на 14 років. Власних дітей у них немає, але Лайдон був вітчимом Арі Ап, померлої дочки Форстер, вокалістки панк-гурту The Slits. Джон і Нора живуть у Лос-Анджелесі, Каліфорнії
Улюблений футбольний клуб — Лондонський Арсенал.
Лайдон був шанувальником Оскара Вайльда з тих пір, як вивчав його твори в школі, врешті решт він дійшов висновку, що «його дії були до біса блискучими. Яке ставлення до життя!…він виявився найбільшим геєм на землі в час, коли це було абсолютно неприйнятно. Який геній».
Лайдон — візуальний художник. Його малюнки, картини та інші пов'язані роботи займали важливе місце у творчості PiL та його сольній кар'єрі протягом багатьох років, останнім прикладом є обкладинка альбому «This is PiL».
У 2014 році він зізнався, що витратив 10 000 фунтів стерлінгів на ігри для iPad.

## Книжки
- Rotten: No Irish, No Blacks, No Dogs — 1993
- Mr Rotten's Scrapbook — 2010
- Punk: Chaos to Couture — 2013

## Дискографія
Студійні альбоми
- 1997 Psycho's Path

Збірники
- 2005 The Best of British £1 Notas

Сингли
- 1984 World Destruction (разом з Afrika Bambaataa)
- 1993 Open Up (разом з Leftfield)
- 1997 Sun